# Franco Columbu
Franco Columbu (Ollolai, provincia de Nuoro, 7 de agosto de 1941-San Teodoro, provincia de Sácer, 30 de agosto de 2019) fue un fisicoculturista y actor italiano.

## Biografía
Comenzó su carrera deportiva como boxeador, y progresó en el deporte olímpico del levantamiento de pesas y el culturismo después de ganar el título de Mister Olympia en 1976 y en 1981 tras la retirada de Arnold Schwarzenegger, que con su retirada dejó que volviese a ganarlo.
Era amigo de Arnold Schwarzenegger, al que conoció en Múnich en 1965 y participó en varias competiciones de culturismo a nivel internacional. Para las competiciones de Mister Olympia, compitió en la categoría de las 200 libras (90,7 kg), mientras que Schwarzenegger estaba en la categoría de más de 200 libras. 
Sirvió de padrino en la boda de Schwarzenegger y María Shriver en 1986, ambos llegaron a Estados Unidos por el gurú del culturismo Joe Weider en 1969. Los dos culturistas europeos comenzaron un negocio de albañilería llamado European Brick Works, en 1969, según un informe publicado por el periódico estadounidense The New York Times.
Primero estuvo casado con una mujer llamada Anita, con quien estuvo más de una década, pero el matrimonio decayó a mediados de la década de 1980. En 1990 se casó con Deborah Drake, con quien vivía en Italia y en Estados Unidos. Tenía una hija, Maria.
Murió al parecer en la playa de San Teodoro (Nuoro), en Cerdeña por un colapso mientras nadaba, el 30 de agosto de 2019.

## Filmografía
- 1976: Stay Hungry
- 1977: Pumping Iron
- 1980: The Hustler of Muscle Beach
- 1980: The Comeback
- 1982: Conan The Barbarian
- 1984: The Terminator
- 1984: Getting Physical
- 1986: Don Rickles: Rickles on the Loose
- 1987: The Running Man
- 1987: Last Man Standing
- 1988: Big Top Pee-wee
- 1993: Il ritmo del silenzio
- 1994: Beretta's Island
- 1995: Taken Alive
- 1997: Doublecross on Costa's Island
- 1998: Hollywood Salutes Arnold Schwarzenegger: A Cinematheque Tribute
- 2002: Raw Iron:The Making of Pumping Iron
- 2003: Ancient Warriors
- 2008: Why we Train
- 2010: Muscle Beach then and Now
- 2011: Dreamland La Terra dei Sogni